# Barrett Foa
Barrett Foa (New York, 22 aprile 1977) è un attore statunitense, noto per il suo ruolo di Eric Beale nella serie televisiva NCIS: Los Angeles.

## Biografia
Recita in numerose serie televisive come Numb3rs e nel 2009 in Entourage dove ha interpretato il ruolo di Matt Wolpert.
Nel 2009 arriva la popolarità e diventa uno dei protagonisti con il ruolo di Eric Beale in NCIS: Los Angeles. Ha recitato anche in alcuni musical di Broadway, tra cui Mamma Mia! e Avenue Q.
Foa è dichiaratamente gay.

## Filmografia

### Televisione
- Six Degrees - Sei gradi di separazione – serie TV, 1 episodio - Ruolo: Dylan
- NCIS - Unità anticrimine – serie TV, 2 episodi - Ruolo: Eric Beale (2009)
- The Closer – serie TV, 1 episodio - Ruolo: Travis Myers (2009)
- Numb3rs – serie TV, 1 episodio - Ruolo: Andrew Gibbons (2009)
- Entourage – serie TV, 2 episodi - Ruolo: Matt Wolpert (2010)
- Submissions Only - serie TV - 1 episodio - Ruolo: Gil Bure (2010)
- My Synthesized Life – serie TV - 2 episodi - Ruolo: Craig Carter (2013)
- NCIS: Los Angeles – serie TV-240 episodi - Ruolo: Eric Beale (2009-2021)
- The Residence – miniserie TV, 8 puntate (2025)

## Doppiatori italiani
Nelle versioni in italiano delle opere in cui ha recitato, Barrett Foa è stato doppiato da:
- Edoardo Stoppacciaro in NCIS - Unità anticrimine, NCIS: Los Angeles
- Emiliano Coltorti in The Closer
- Flavio Aquilone in The Residence